# Rowland V. Lee
Rowland Vance Lee (6 de setembre de 1891 – 21 de desembre de 1975) va ser un director, guionista, productor i actor cinematogràfic de nacionalitat estatunidenca.

## Biografia
Nascut en Findlay (Ohio), els seus pares eren comediants. Va cursar estudis en la Universitat de Colúmbia i va debutar en la interpretació sent nen, arribant a actuar de manera notable en els locals del circuit de Broadway. No obstant això, va interrompre durant un temps la seva carrera per a treballar com a corredor en Wall Street.
Després de dos anys combatent en França durant la Primera Guerra Mundial, va tornar a l'escena buscant fortuna en Hollywood, on va ser contractat per Thomas H. Ince per a treballar com a actor en 1915, i com a director a partir de 1920.
En els anys del cinema mut Lee va tenir l'oportunitat de dirigir a algunes de les grans estrelles en produccions de prestigi: a Florence Vidor i Bessie Love en dues adaptacions de Booth Tarkington; a George O'Brien en una adaptació de Joseph Conrad; a George Bancroft, a la russa Olga Baclanova, o la francesa Renée Adorée, entre d'altres. Al costat d'Ernst Lubitsch, Dimitri Buchowetzki i Mauritz Stiller, Lee va ser un dels directors favorits de Pola Negri, dirigint a l'actriu en quatre films.
Al llarg de tota la seva carrera Lee va ser considerat com un cineasta d'inspiració europea, tant en la seva faceta britànica (Tower of London) com en la centreeuropea. Dins d'aquesta última va rodar la seva obra mestra Zoo In Budapest (1933), que va oferir a Loretta Young una de les seves més belles actuacions. Director d'actrius, Lee va dirigir a Fay Wray en el seu debut, i a actrius confirmades com Constance Bennett i Mary Astor. També va dirigir a un jove Gary Cooper en tres ocasions (Doomsday amb Florence Vidor i The First Kiss amb Wray en 1928, A Man of Wyoming en 1930), a Ida Lupino en 1936, a Cary Grant en 1937, i a Douglas Fairbanks, Jr.
En 1935 va adquirir un terreny de 214 acres en el Vall de San Fernando, i al qual va batejar com Farm Lake Ranch, però que ha romàs sota el nom de Rowland V. Lee Ranch. Aquest terreny va servir per al rodatge de nombroses pel·lícules gràcies al seu entorn natural, destacant d'entre elles I've Always Loved You (1946), Els fills dels mosqueters (1952), La gran prova (1956), Estranys en un tren (1951) i La nit del caçador (1955).
Entre els nombrosos gèneres que va dirigir (comèdia policíaca, cinema bèl·lic, drama sentimental, comèdia musical - I Am Suzanne, amb Lilian Harvey en 1933 - o western), els seus films d'horror de baix pressupost destaquen de manera particular gràcies a la seva ombrívola atmosfera (Son of Frankenstein, tercera cinta de la sèrie rodada per Universal Pictures, amb Boris Karloff, Bela Lugosi i Basil Rathbone, va tenir un gran èxit), però també ho fan les seves pel·lícules de suspens (des de Agatha Christie a Saix Rohmer) o d'aventures històriques (El comte de Montecristo en 1934 amb un jove Robert Donat ; El fill de Monte Cristo el 1940 amb Louis Hayward, Joan Bennett i George Sanders, un altre britànic; Cardinal Richelieu, amb George Arliss). El seu últim film, Captain Kidd (1945, amb Charles Laughton, Randolph Scott, John Carradine i Gilbert Roland) tenia un gran potencial, encara que llastrat pel seu baix pressupost, igual que havia ocorregut amb Els tres mosqueters el 1935.
Lee va anar també productor. Després de retirar-se en 1945, va tornar en 1959 per a treballar en el peplum The Big Fisherman, últim film dirigit per Frank Borzage.
Rowland V. Lee va morir a causa d'un atac cardíac en Palm Desert, Califòrnia, en 1975. Per la seva activitat cinematogràfica se li va concedir una estrella ael Passeig de la Fama de Hollywood, al 6313 de Hollywood Boulevard.

## Selecció de la seva filmografia

### Director
- 1921 : The Sea Lion
- 1923 : Gentle Julia
- 1925 : Havoc
- 1928 : Doomsday, amb Gary Cooper
- 1928 : Three Sinners
- 1929 : The Mysterious Dr. Fu Manchu
- 1930 : Paramount on Parade, film de esquetxos
- 1930 : The Return of Dr. Fu Manchu
- 1931 : The Guilty Generation
- 1932 : That Night in London
- 1933 : Zoo in Budapest
- 1934 : El comte de Montecristo
- 1935 : Cardinal Richelieu
- 1935 : Els tres mosqueters (The Three Musketeers)
- 1936 : One Rainy Afternoon
- 1937 : The Toast of New York
- 1938 : Service de Luxe
- 1939 : Tower of London
- 1939 : Son of Frankenstein
- 1940 : El fill de Monte Cristo
- 1942 : El poble de la pólvora
- 1944 : The Bridge of San Luis Rey, amb Alla Nazimova
- 1945 : Captain Kidd

### Productor
- 1928 : Doomsday
- 1939 : Tower of London

### Actor
- 1917 : Polly Ann
- 1920 : His Own Law